# Flugzeugwerk
In einem Flugzeugwerk werden Flugzeuge gebaut – siehe Flugzeugbau.

## Deutschland vor 1933
Die Deutschen Flugzeugwerke, die trotz Verbot von 1919 bis 1934 Militärflugzeuge bauten, und ihre dazu gegründeten Ausweichbetriebe, sind:
- Albatros Flugzeugwerke AG, Berlin-Johannisthal (Allgemeine Fluggesellschaft "Memel" m.b.H.)
- Arado-Handelsgesellschaft m.b.H., Warnemünde
- Bayerische Flugzeugwerke AG (BFW), Augsburg
- Caspar-Werke AG, Travemünde
- Dornier Metallbauten GmbH, Friedrichshafen und Altenrhein/Schweiz (S.A.J. di Costruzioni Meccaniche Pisa, Marina di Pisa)
- Junkers Flugzeugwerke AG, Dessau (A.B. Flygindustri, Linhamn; Werk Moskau-Fili)
- Ernst Heinkel Flugzeugwerke GmbH, Warnemünde
- Focke-Wulf-Flugzeugbau AG, Bremen
- Luftfahrzeug-Gesellschaft m.b.H. (LFG), Werft Stralsund
- Rohrbach Metallflugzeugbau GmbH, Berlin Nord (Rohrbach-Metal-Aeroplan Co.A./S., Kopenhagen-Kastrup)

## Deutschland ab 1933
Die Deutschen Flugzeugwerke 1933 bis 1935
- AGO Flugzeugwerke; Oschersleben/Bode
- Focke-Wulf-Albatros, Berlin-Johannisthal
- Arado Flugzeugwerke GmbH, Warnemünde
- Bayerische Flugzeugwerke AG (BFW), Augsburg-Haunstetten
- Bücker Flugzeugbau GmbH, Rangsdorf bei Berlin
- Dornier Werke GmbH, Manzell am Bodensee
- Erla Maschinenwerk GmbH, Leipzig-Heiterblick (ab 1934)
- Ernst Heinkel Flugzeugwerke AG, Rostock-Marienehe
- Flugzeugwerk Halle KG, Halle/S.
- Focke, Achgelis & Co GmbH, Delmenhorst
- Focke-Wulf-Flugzeugbau AG, Bremen-Flughafen
- Fieseler Flugzeugbau Kassel, Kassel-Bettenhausen
- Gothaer Waggonfabrik AG, Gotha
- Hamburger Flugzeugbau GmbH, Hamburg-Steinwerder
- Heinkel-Werke Oranienburg, Oranienburg bei Berlin
- Henschel Flugzeug-Werke, Kassel (Werke in Schönefeld bei Berlin und Berlin-Johannisthal)
- Junkers Flugzeugwerk AG, Dessau
- Leichtflugzeugbau Klemm GmbH, Böblingen
- Luther-Werke, Braunschweig
- MIAG, Braunschweig-Waggum
- Dornier-Werk Wismar GmbH, Wismar
- Walther-Bachmann-Flugzeugbau KG, Ribnitz/Mecklenburg
- Weser-Flugzeugbau GmbH, Einswarden

## Österreich
- Flugmotorenwerke Ostmark
- Oesterreichische Flugzeugfabrik AG
- Wiener Karosserie- und Flugzeugfabrik
- Wiener Neustädter Flugzeugwerke